# Rio do Peixe (vattendrag i Brasilien, Mato Grosso do Sul)
Rio do Peixe är ett vattendrag i Brasilien.   Det ligger i delstaten Mato Grosso do Sul, i den södra delen av landet, 800 km sydväst om huvudstaden Brasília.
Omgivningen kring Rio do Peixe är huvudsakligen savann. Området är mycket glesbefolkat, med 3 invånare per kvadratkilometer.